# Irmgard Karwatzki
Irmgard Karwatzki (Duisbourg, 15 décembre 1940 - Mönchengladbach, 9 décembre 2007) est une femme politique allemande.